# 平原作战
平原作战是中国在20世纪文化大革命期间的一个京剧剧目，被列为样板戏、红色经典之一。

## 历史
《平原作战》是中国京剧院的剧目。

## 故事情节
中国抗日战争时期，晋察冀边区派出中国共产党员、八路军排长赵勇刚来到日占区华北平原某地张庄，组织游击队，在当地的共产党支部书记李胜和群众张大娘、小英等人的帮助下，打击当地的日军大队长龟田和伪军特务队长孙守财的武装，炸毁运送军火的火车。最后在主力部队到来之后击毙龟田。

## 场次
第一场：星夜下山；
第二场：龟田被拴；
第三场：鱼水情深；
第四场：智取炮楼；
第五场：不屈不挠；
第六场：袭扰县城；
第七场：日寇诡计；
第八场：青纱帐里；
第九场：爆炸军火；
第十场：平原歼敌。

## 流行唱段
- 披星戴月下太行
- 人民的安危冷暖要时刻挂心上
- 好妈妈疼爱咱象亲娘一样
- 哪里有人民哪里就有赵勇刚
- 以血还血 以牙还牙
- 做一个中华好儿女
- 毛主席的革命路线指引我永不迷航

## 其他艺术形式
- 1974年彩色舞台艺术影片《平原作战》：崔嵬、陈怀皑执导，李光、吴钰章、高玉倩、李维康、杜再田主演，琴師林宗禔，鼓師唐繼榮（陳凱歌電影《霸王別姬》的京劇音樂設計）。
- 多种小人书以此为主题。

## 近况
2005年，为纪念世界反法西斯战争暨中国抗日战争胜利60周年，中国京剧院复排《平原作战》，当年扮演赵勇刚、小英的演员李光、李维康是艺术指导。